# Synaptisch blaasje

Signaaloverdracht tussen twee zenuwcellen via de synaps. Het signaal arriveert vanuit zenuwcel A en wordt doorgegeven naar zenuwcel B.
1. Mitochondria
2. Synaptisch blaasje met neurotransmitters
3. Autoreceptor
4. Synaps met vrijgekomen neurotransmitter (serotonine)
5. Postsynaptische receptoren worden geactiveerd door de neurotransmitters
6. Calciumkanaal
7. Exocytose van een synaptisch blaasje
8. Neurotransmitters worden teruggewonnen

Synaptische blaasjes zijn kleine vesikels, omgeven door een dubbelmembraan, waarin neurotransmitters worden opgeslagen. Neurotransmitters zijn signaalstoffen die ervoor zorgen dat in een synaps de communicatie tussen een zenuwcel en een andere cel plaats kan vinden. Synaptische blaasjes worden constant aangemaakt en opgeslagen in het cytoplasma aan het uiteinde van een zenuwcel. Wanneer door de zenuwcel een elektrisch signaal arriveert, versmelten de synaptische blaasjes met de celmembraan van de zenuwcel, waardoor de neurotransmitters vrijkomen in de synaps. Dit proces is dus een vorm van exocytose. Na exocytose diffunderen de neurotransmitters door de synaptische spleet naar receptoren die zich op aangrenzende cellen bevinden, waarna het signaal verder kan worden verwerkt.
Neurotransmitters worden zich vanuit het cytoplasma van de cel naar de blaasjes getransporteerd door middel van vesiculaire transporteiwitten en actief transport. De hiervoor vereiste elektrochemische gradiënt wordt gecreëerd door het enzym V-ATPase, dat uit ATP energie wint.
De volgende tabel geeft voor de individuele bewegingen van een aantal neurotransmitters in een blaasje de stoichiometrie weer:
| Neurotransmitter type(n)                                        | Ingaande beweging       | Uitgaande beweging |
| --------------------------------------------------------------- | ----------------------- | ------------------ |
| noradrenaline, dopamine, histamine, serotonine en acetylcholine | neurotransmitter+       | 2 H+               |
| GABA en glycine                                                 | neurotransmitter        | 1 H+               |
| glutamaat                                                       | neurotransmitter− + Cl− | 1 H+               |